# Listă de asociații și instituții ale presei românești
Asociații și instituții ale presei românești
- Biroul Român de Audit al Tirajelor (CRJ)
- Consiliul Național al Audiovizualului (CNA)
- Asociația Editorilor de Presă Locală și Regională de Limbă Maghiară
- Asociația Română de Istorie a Presei Arhivat în 30 august 2011, la Wayback Machine. (ARIP)
- Asociația Presei Auto din România (APAR)
- Asociația Presei Sportive din România (APS)
- Grupul Difuzorilor și Editorilor de Presă (GEDEP)
- Patronatul Presei Române — PPR
- Patronatul Presei din România — Romedia